# عصام حلس
عصام حلس (1955-) مخرج وفنان فلسطيني ولد في مدينة غزة ودرس الثانوية العامة في مدرسة يافا عام 1974، وحصل على دبلوم المعلمين في غزة عام 1977 بتخصص التربية الفنية، والتحق بجامعة حلوان ليكمل دراسته في التربية الفنية وتخرج عام 1982، وحصل على الماجستير في نفس التخصص ومن نفس الجامعة عام 1987، ودرس الإخراج التلفزيوني والسنمائي في واشنطن وحصل على دكتوراه في التربية الفنية عام 1992.
شغل أسلوبه الفني بالموضوع الفلسطيني وخاصة رسم الأشخاص وعلاقتهم بالمكان فأظهر الوجوه المختلفة في لوحاته وحضرت تفاصيل الثياب والسلوك اليومي في اشتباك ايجابي مع المكان. وقام بتجسيد الألم والحزن في لوحاته وعبر عن الإرادة الصلبة.

## سيرته
عصام حلس عمل للفن في مدارس وكالة الغوث الدولية بغزة، ثم رئيساً لقسم إنتاج البرامج التعليمية والأفلام الوثائقية في غزة، وأشرف على متحف التراث الشعبي التابع للوكالة عام 1985. ساهم في تأسيسس جمعية التشكيليين الفلسطينيين في قطاع غزة وظل رئيساً للجمعية لقرابة 35 عاماً، وأخرج عدد كبير من الأفلام الوثائقية والتسجيلية حول القضية الفلسطينية والممارسات الصهيونة، وفي مجال الحرف اليدوية، والفنون التشكيلية، والتراث الشعبي الفلسطيني، وعمل على تصميم الكثير من الطوابع البريدية، والبوسترات، وأغلفة الكتب والمجلات في فلسطين وله ملصق ملون يحتوي على رسمة بعنوان القدر.

## معارضه
شارك في العديد من المعارض الفردية والجماعية منها:
1. معرض بالأحمدي - الكويت مكتب منظمة التحرير الفلسطينية عام 1997.
2. معرض في جامعة بيروت العربية - قاعة سيسول - عام 1979.
3. "الربيع الفلسطيني المشترك" - القدس عام 1985.
4. معرض الثورة الفلسطينية الأول والثاني في جامعة الأزهر عام (1997-1998).
5. معرض الفنانيين التشكيليين بمناسبة إنطلاقة الثورة الفلسطينية في مركز رشاد الشوا الثقافي عام 2000.